# Tettigonia flavofasciata
Tettigonia flavofasciata är en insektsart som beskrevs av Taschenberg 1884. Tettigonia flavofasciata ingår i släktet Tettigonia och familjen dvärgstritar. Inga underarter finns listade i Catalogue of Life.